# Manhandled (1924)
Manhandled is een Amerikaanse dramafilm uit 1924 onder regie van Allan Dwan. In Nederland werd de film destijds uitgebracht onder de titel Speel niet met vuur.

## Verhaal
Het winkelmeisje Tessie McGuire wordt door haar chef uitgenodigd op een deftig feest. Daar doet ze zich voor als een Russische hertogin. De eigenaar van een duur warenhuis huurt haar in om klanten aan te trekken. Ze begeeft zich in de hogere milieus van New York en vervreemdt daardoor almaar meer van haar vriend.

## Rolverdeling
| Acteur          | Personage       |
| --------------- | --------------- |
| Gloria Swanson  | Tessie McGuire  |
| Tom Moore       | Jim Hogan       |
| Lilyan Tashman  | Pinkie Moran    |
| Ian Keith       | Robert Brandt   |
| Arthur Housman  | Chip Thorndyke  |
| Paul McAllister | Paul Garretson  |
| Frank Morgan    | Arno Riccardi   |
| Pierre Collosse | Bippo           |
| Marie Shelton   | Model           |
| Carrie Scott    | Pensionhoudster |
| Ann Pennington  | Zichzelf        |
| Brooke Johns    | Zichzelf        |
| Frank Allworth  | Verkoper        |